# Caroline Voet
Caroline Voet (Antwerpen, 1974) is een Belgisch architecte.

## Levensloop
Na haar secundair onderwijs studeerde ze architectuur aan het Hoger Instituut voor Architectuurwetenschappen Henry Van de Velde te Antwerpen, waar ze cum laude afstudeerde. Voor haar master studeerde ze verder aan de Design Research Laboratory van de Architectural Association School of Architecture in Londen, de oudste onafhankelijke architectuurschool van het Verenigd Koninkrijk opgericht in 1847. Deze werd en wordt nog steeds gezien als een van de meest competitieve en prestigieuze architectuurscholen ter wereld. Ze studeerde hier in 1999 opnieuw cum laude af. Haar afstudeerproject ‘Fiber Space’ aan de AA-school werd bekroond met de Alex Stanhope Forbes Prijs.

## Carrière
Na haar studie werkte Voet twee jaar als projectarchitect bij Zaha Hadid Architects. Hier werkte zij mee aan de realisatie van het Hedendaags Kunstcentrum in Rome en nog ettelijke andere kleinere projecten. In 2001 begon ze als projectarchitect bij Christian Kieckens Architects, een samenwerking die drie jaar duurde. Ze hielden zich bezig met onder andere een renovatieproject voor Escada in Mechelen, een kunstinterventie door Peter Downsbrough in Brussel en met een stedenbouwkundig plan voor de stationsomgeving van Aalst. Van 2003 tot 2005 was Voet onderwijsassistent aan de Vrije Universiteit Brussel. Ze doceerde architectuurontwerp en CAD-design.
Vanaf 2005 combineerde ze een eigen praktijk met onderzoek en onderwijs. Voet Theuns Architecten (jan. 2006 – dec. 2011) was gevestigd in Antwerpen. Ze richtten zich zowel op publieke als particuliere projecten. Ze hebben samen diverse particuliere woningen in Antwerpen en omgeving ontworpen, alsook sociale woningen. Verder realiseerden ze oa de scenografie voor Interieur 08 in Kortrijk. Voet werkte ook geregeld samen met Leen De Brabandere, onder Voet en de Brabandere. Hun ontwerpen gaan uit van verhalen en sferen. Ze richtten zich vooral op de kleinere schaal: meubels, interieur en scenografie. Ze ontwikkelden projecten voor opdrachtgevers als Museum Plantin Moretus, Red Star Line Museum en Koen Vanmechelen.
In 2012 richtte Voet haar eigen bureau op, sinds 2020 VOET architectuur, dat zich richt op publieke interieurs, culturele projecten en reconversies. Zo realiseerde ze tentoonstellingen en interieurs voor het VAi, Cinematek Brussel en kunstcentrum deSingel.
Sinds 2005 is Voet verbonden aan de KU Leuven, waar ze architectuurtheorie en -geschiedenis doceert en waar ze onderzoek doet op het gebied van ruimtelijke systematiek en ontwerpen. Hier rondde zij in augustus 2013 haar doctoraat over het werk van architect Dom Hans van der Laan af. Ze was eveneens lid van de redactie van het jaarboek Architectuur 2012-2013, uitgegeven door het VAi. In oktober 2017 werd ze een vaste universitair docent.

## Publicaties
Voet schreef haar doctoraat over de Nederlandse Benedictijner monnik en architect Dom Hans van der Laan. Veel van haar publicaties gaan over dit onderwerp. Een deel van haar doctoraatsonderzoek, meer bepaald over de ontwerpmethodologie van Dom van der Laan, is verwerkt in de publicatie ‘Dom Hans van de Laan, Tomelilla. A theory of architecture and its practical implementation'. Het ontwerphandboek koppelt de filosofische concepten van van der Laan aan zijn concreet ontwerpproces voor het Jesu Moder Marias klooster in Tomelilla, Zweden. De analyse van dit ene bepaalde project werpt licht op de relatie tussen en het toegankelijk maken van theorie en praktijk, zoals beschreven wordt door Chrisophe Grafe in het voorwoord. De publicatie ‘Dom Hans van de Laan. A House fort the Mind. A design manual on Roosenberg Abbey’ verscheen in samenwerking met het VAi. Het boek kan beschouwd worden als een introductie tot van der Laans ontwerpmethodologie, met betrekking tot zijn verhoudingssysteem ‘het Plastisch Getal’ en begrippen zoals ‘nabijheid’ en ‘superpositie’.
In 2016 publiceerden de Universitaire pers Leuven en het Antwerpse VAi ‘Autonomous Architecture in Flanders. The early works of Marie-José Van Hee, Christian Kieckens, Marc Dubois, Paul Robbrecht en Hilde Daem’. Samen met Sofie De Caigny, Katrien Vandermarliere en Lara Schrijver vormde Voet een redactieraad die verschillende soorten schrijvers, academische en praktiserende architecten uitnodigden om over deze 5 architecten van ‘the generation of 74’ te schrijven. Voet schreef het artikel ‘Architecture between Dwelling and Spatial Systematics. The Early Works of the Generation of ’74’. Ze vertrekt hier vanuit het architectuurdebat van de jaren ’70, waar een balans gezocht wordt tussen het herinterpreteren van de geschiedenis en antwoorden voorzien op nieuwe sociale problemen. Van daaruit zoomt ze in op de werken van de 5 protagonisten om hun nieuwe architectuurtaal aan het licht te brengen, die gebaseerd was op een verankering van historisch kennis in een hedendaags discours.
In 2018 werkte Voet mee aan ‘Léon Stynen. A life of architecture (1899-1990)’, gepubliceerd door het VAi. Voet schreef het hoofdstuk ‘Classic Modernism. Léon Stynen’s Houses’ waarin ze de ontwerpmethodiek van Stynen analyseert, omtrent zijn idee van het ideale huis. Ze vergelijkt verschillende woningen waaronder de Dotremont Villa (1922), de Verstrepen residentie (1927) en de eigen woning van Stynen (1932).
Voet publiceerde ook artikels in het architectuurtijdschrift A+. Waaronder in 2015 ‘nabijheid’ en in 2019 ‘Une écriture precise. The works of LR architects’.

## Prijzen
- 2018 DAM Architectural Book of the Year Award for 'A House for the Mind'

‘A house for the Mind’ ontving als tiende in rij de DAM Architecture Book of the Year Award (Duitse architectuurmuseum) en behoort daarmee tot de top 10 beste architectuurboeken van 2018. Dit handboek is een inleiding op de ontwerpmethodiek van Dom Hans van der Laan. Het boek bevat originele tekeningen, verklarende diagrammen, originele brieven en een serie foto’s. Het is een samenwerking met grafisch ontwerper Stien Stessens en de Grafische cel.
De jury deed onder andere de volgende uitspraak over het boek: ‘A book that seems to come from a different age. ‘A House for the Mind’ has no need for grand creative gestures, relying instead on a subtle yet precise form of expression to familiarize readers with its subject matter – the design philosophy of Benedictine monk and architect Dom Hans van der Laan (1904-1991). The print space and typography are intuitively arranged and overall the publication, an exhibition catalog, is characterized by restraint. The use of OTA binding for the catalog is just as pleasing as the sensitive choice of materials, which already makes the book seem prize-worthy when touched with closed eyes. The effortless switch to coated paper for the atmospheric photo essay by photographer Friederike von Rauch attests to skilled bookbinding and depicts the spatial qualities of Roosenberg Abbey in Waasmunster (Belgium) – a masterpiece of van der Laans – in a manner that makes it almost physically palpable.’
- 2017 ULTIMA in the field of Living Heritage, Cultural Award for Museum Plantin Moretus

Het in 2016 volledig vernieuwde Plantin Moretus museum ontving in 2017 de ‘Ultima roerende erfgoed’. Voet en collega Leen De Brabandere namen de scenografie van het museum voor hun rekening.
De jury van de ultimas formuleerde het als volgt: “Toch worstelde het museum met een uitdaging: het complex was verouderd en uitgeleefd, maar hoe kun je ingrijpen in zo’n waardevolle, historische site? Het was niet evident om het museum te actualiseren en om de collectie voor een breed publiek te presenteren zonder de intrinsieke kwaliteiten te verliezen. Met een uitbreiding en herinrichting ging het museum in 2016 echter een nieuwe fase in. De keuzes die gemaakt werden door scenografen Caroline Voet en Leen De Brabandere zijn heel geslaagd”
- 2014 Henry van de Velde Label for the chair STOOL[5][6][7]

In 2014 ontving STOOL de Henry van de Velde Award en is nu deel van de DRISAG collectie. Het was de eerste keer dat Voet zo een klein meubel ontwierp. Het ontwerp maakt deel uit van vele interieurs en meubels die sinds 2008 zijn ontworpen voor de kunstcampus deSingel. Deze awards zijn een belangrijke referentie geworden voor de belgische en internationale designwereld.
- 2009 Chicago Good Design, GIO, Goed Industrieel Ontwerp, Henry van de Velde Label for the table Ahrend philink, (with Jeroen Theuns)[8]
- 2001 Laureate PRIX GODECHARLE architecture, for the project ‘Cybernautica’

Samen met vier andere jonge architecten werkte Voet aan een experimentele onderzoeksvraag. Cybernautica is een futuristisch ontwerp van een op zee drijvende stad. Het project gaat overbevolking tegen door zijn capaciteit van zelfgeneratie en organisatie. Het past zich aan de steeds veranderende behoeften van de stad aan.
- 1998 Alex Stanhope Forbes Prize voor haar afstudeerproject ‘Fyber Space’